# In My Head (canción de Ariana Grande)
«In My Head» (estilizada en minúsculas) es una canción de la cantante estadounidense Ariana Grande, en su quinto álbum de estudio, Thank U, Next (2019). La pista fue escrita por Grande, Lindel Deon Nelson Jr. y Jameel Roberts junto con sus productores Andrew «Pop» Wansel, Nathan «Happy» Perez y los miembros de NOVA Wav Brittany «Chi» Coney y Denisia Andrews. Es una canción de trap y R&B que Grande dice que habla de «estar enamorado de una versión de alguien que has creado en tu cabeza». Los críticos debatieron si el tema de la canción era el comediante Pete Davidson o el rapero Mac Miller, ambos exnovios de Grande, y elogiaron su letra personal. Tras el lanzamiento de Thank U, Next, entró en las listas de varios países, entre ellos: Australia, Canadá, Grecia, Reino Unido y Estados Unidos.
Un video musical no anunciado para «In My Head», dirigido por Bardia Zeinali, fue lanzado el 9 de julio de 2019. Fue producido por el equipo de Vogue, quien entrevistó y presentó a Grande en la portada de su edición de agosto de 2019. El video muestra a la cantante con su estilo característico mientras baila e interpreta la canción en una habitación blanca brillante que representa su propia mente. Recibió críticas positivas de los críticos, quienes notaron su estilo minimalista y lo compararon con los clips lanzados a fines de la década de 1990. Grande nunca interpretó la canción en vivo, pero la versión de estudio se tocó como un interludio durante su Sweetener World Tour (2019).

## Desarrollo
«In My Head» se terminó en doce horas. Fue escrito por Ariana Grande, Andrew «Pop» Wansel, Nathan «Happy» Perez, Lindel Deon Nelson Jr., Jameel Roberts y las miembros de NOVA Wav Brittany «Chi» Coney y Denisia Andrews. Wansel y Perez se encargaron de la producción y la programación y tocaron los teclados junto a Jproof. NOVA Wav coprodujo la pista, mientras que Joe Gallagher la diseñó. Grande produjo las voces y Pérez tocó la guitarra. La grabación se llevó a cabo en tres estudios: Conway Recording Studios en Los Ángeles, California; Estudios enteros en Londres, Inglaterra; y Jungle City Studios en la ciudad de Nueva York. Serban Ghenea mezcló «In My Head» con la ayuda de John Hanes en MixStar Studios en Virginia Beach, Virginia. Randy Merrill lo masterizó en Sterling Sound Studios en la ciudad de Nueva York.
«In My Head» incluye un mensaje de voz grabado por el mejor amigo de Grande, Doug Middlebrook, que se agregó después de que se terminó la pista porque encajaba con la letra. Inicialmente, se usó una cita de Jack Nicholson que decía «Parece que tienes cosas extrañamente confusas en tu mente» en una película, pero luego se eliminó por razones legales. Grande explicó, «él fue una gran ayuda para mí en algunos momentos muy difíciles, así que quería capturar eso un poco, darle un abrazo musical. También es su canción favorita, así que encaja».

## Composición
«In My Head» es una canción trap y R&B, con una duración de tres minutos y cuarenta y dos segundos. La pista está escrita en la clave de sol mayor y en un compás común, con un tempo de balada electrónica de 68 tiempos por minuto. Las voces de Grande van desde la nota baja de G3 hasta la nota alta de G5. La canción comienza con el mensaje de voz grabado por Middlebrook, luego continúa con un ritmo de batería sintético y una línea de bajo distendida mientras el artista canta las líneas iniciales, «Pinté una imagen, pensé que te conocía bien / Tengo el hábito de ver lo que no está ahí». Durante el coro, Grande canta la letra, «Pero todo estaba en mi cabeza» en un registro vocal alto. La pista termina con un outro «pulsante» que termina con un eco. La cantante dijo a través de Twitter que la canción habla de «estar enamorado de una versión de alguien que has creado en tu cabeza. Enamorarse de alguien que no es».
Muchos críticos sugirieron que «In My Head» detallaba la relación de Grande con su ex prometido, el comediante Pete Davidson, mientras que otros opinaron que hablaba de su ruptura con el rapero Mac Miller.
Stephanie Eckardt de W dijo que el verso, «Mi imaginación es demasiado creativa / Ven demonio, veo ángel, ángel, ángel», puede referirse a Miller, a quien Grande describió como un «ángel» en «Thank U, Next» (2018 ); sin embargo, también dijo que la línea «Mírate, chico, te inventé / Tus zapatillas de tenis Gucci huyendo de tus problemas» hablaba del aumento de la popularidad de Davidson después de salir con la cantante. Escribiendo para Genius, Chris Mench comentó sobre esta ambigüedad, diciendo que el tono de la canción era «demasiado duro» para ser sobre Miller, quien murió en septiembre de 2018, y concluyó que era más probable que la letra estuviera dirigida a Davidson. Elizabeth Ogbonna de The Lantern dijo que la canción «detalla cómo [Grande] se engañó a sí misma al ver solo las cosas buenas y divertidas de su ex prometido Pete Davidson, mientras que al mismo tiempo ignoraba el escrutinio de los medios y sus fans». En una entrevista de julio de 2019 con Vogue, quien patrocinaría el video musical de «In My Head», Grande dijo que «amaba» pero «no conocía» a Davidson; algunos periodistas sintieron que sus comentarios coincidían con la letra de la canción.

## Recepción crítica
Mallorie List de Complex clasificó a «In My Head» en el número 22 de su lista de las mejores canciones de Ariana Grande, y comentó que era «un verdadero testimonio de la dedicación de Grande a un nuevo comienzo, ya que coincide con el nuevo sonido que presentó con sus primeros sencillos de Thank U, Next». Hannah Chambers de Cosmopolitan se sintió «In My Head», era similar a «Bad Idea» y «Fake Smile», como «bops de mal humor», ya que eran «emocionales» pero sonaban «divertidas». Michael Cragg de The Guardian dijo que tanto «Ghostin» como «In My Head» eran la «pieza central emocional» del álbum y un «doble golpe» para Davidson. Craig Jenkins de Vulture escribió que los temas de la pista eran «señal de crecimiento» de Grande, ya que se critica a sí misma y a su pareja romántica. Del mismo modo, Daniel Welsh de HuffPost lo consideró una de las pistas más personales del disco y comparó su tema con «Wide Awake» de Katy Perry. También dijo que la línea «Mi imaginación es demasiado creativa, ven un demonio, yo veo un ángel» fue una letra destacada. Alani Vargas de Bustle la consideró una de las mejores canciones de Thank U, Next, mientras que Richard S. He de Billboard lo llamó «uno de los cortes más subestimados y de mal humor del álbum».
Raúl Guillén del sitio web español Jenesaispop lo consideró un tema sombrío, poderoso y desafiante. Agregó que complementaba a «Ghostin», ya que ambos tenían las letras más duras y sinceras, no solo de Thank U, Next, sino de la discografía de la cantante. Mike Nied de Idolator lo describió como «nebuloso» y lo llamó una «secuela» de «Imagine», la pista de apertura del disco, y agregó que las confesiones de Grande eran identificables y poderosas. Mathew Rodríguez de Out señaló que la pista tenía algunas de las «letras más turbias» y la «producción más activa» del álbum; sin embargo, también dijo que a veces era «ruidoso». Spencer Kornhaber, que escribió para The Atlantic, dijo que la canción no tenía un gancho memorable, mientras que Carmen Chan y Nicole Almeida de Atwood Magazine sintieron que la introducción hablada era innecesaria.

## Recibimiento comercial
«In My Head» entró en las listas de algunos países tras el lanzamiento de Thank U, Next. La pista debutó en el número 38 en la edición del 23 de febrero de 2019 del US Billboard Hot 100; fue una de las once canciones de Grande en trazar esa semana en las primeras 40 posiciones. Con esto, la cantante se convirtió en la artista femenina con más pistas en aparecer simultáneamente en el top 40 en un solo número, superando a Cardi B, quien tenía nueve canciones allí el 21 de abril de 2018. La semana siguiente, cayó al número 74. «In My Head» ingresó al Canadian Hot 100 en el número 34 también en la edición del 23 de febrero de 2019. La semana siguiente bajó al número 71.
En Grecia, «In My Head» debutó en el número 28 en el Digital Singles Chart International en la sexta semana de 2019. En la próxima edición, la canción alcanzó su posición máxima en el número 21. La semana siguiente, la pista cayó al número 72. En la lista con fecha del 16 de febrero de 2019, «In My Head» debutó en el puesto 36 en la lista australiana de ARIA Singles Chart. La semana siguiente, cayó treinta y siete posiciones hasta el puesto 73. En el Reino Unido, la pista apareció en los números 20 y 80 en las listas de Audio Streaming y Download charts, respectivamente, el 15 de febrero de 2019. La semana siguiente, cayó al número 57 en el Audio Streaming chart, y dejó el Download chart. La pista no logró entrar en el Swedish Singles Top 100, pero alcanzó el puesto número uno en el Heatseeker Top 20, una tabla de extensión que recopila las canciones más populares que aún no han aparecido en la lista principal. En otros lugares, «In My Head» alcanzó el puesto 48 en Portugal y Eslovaquia, 68 en los Países Bajos, 75 en Escocia y 94 en la República Checa.

## Video musical

### Desarrollo y lanzamiento
Un video musical de «In My Head» fue dirigido por Bardia Zeinali y coreografiado por Scott Nicholson. Fue producido por el equipo de Vogue, como parte de la entrevista del cantante y su posterior aparición en la portada de la edición de agosto de 2019 de la revista. Para el concepto del clip, Zeinali quería mostrar las cosas que hacen de Grande una artista «icónica»; explicó: «Es la voz, es la cola de caballo, son las botas, es la silueta. Así que decidimos que queríamos crear un video icónico en el que aislamos la iconografía de Ariana, la reproduzcamos y la pasáramos bien con eso». También agregó que las imágenes eran «un poco de ciencia ficción, es un poco [Stanley] Kubrick, es un poco Y2K». Para lograr esto, utilizaron tres bailarines de respaldo con trajes verdes contra una pantalla verde que vestían colas de caballo y botas hasta los muslos similares a Grande para parecer versiones «incorpóreas» de la cantante. El video musical fue lanzado sin previo aviso el 9 de julio de 2019, a través del sitio web de Vogue y el canal de YouTube. Un día después, se publicó un clip detrás de escena en ambos sitios. «In My Head» es el cuarto video musical del álbum, después de «Thank U, Next», «7 Rings» y «Break Up with Your Girlfriend, I'm Bored», y el primer no-sencillo del disco en tener videoclip.

### Sinopsis
El video musical muestra a Grande con una cola de caballo con su estilo característico: botas hasta los muslos, traje negro, una chaqueta acolchada y una falda mientras baila y realiza la pista en una habitación blanca brillante que, según Vogue, representa su propia mente y la «claustrofobia creativa» de ser ella misma. En algunas partes, la artista canta a capela y el chasquido de sus tacones se vuelve audible. El clip está intercalado con escenas con efectos especiales: algunas de ellas muestran tres versiones incorpóreas de la cantante con su cabello recogido en una coleta bailando al son de la canción con botas; en otros, los ojos de Grande se agrandan cuando mira a la cámara.

### Recepción
«In My Head» fue reseñado por periodistas musicales, y muchos de ellos destacaron su estilo simple y minimalista, mientras que otros sintieron que fue influenciado por videos musicales lanzados en la década de 1990. Winston Cook-Wilson de Spin comparó el estilo con el de los videos musicales de finales de la década de 1990, así como con el trabajo del director Hype Williams. Alani Vargas de Bustle dijo que se destaca por sí solo de los clips anteriores de la cantante y agregó que, «A pesar de la simplicidad del escenario, el video da una sensación de estar acorralado en su propia pequeña burbuja, lo que posiblemente resalte cómo Grande escribe su música.» Richard S. He de Billboard comparó el escenario con el set de «Virtual Insanity» de Jamiroquai (1996), así como con otros videos musicales lanzados a fines de la década de 1990 y principios de la de 2000. También comentó que la artista «ofrece una de sus actuaciones con mayor base emocional hasta la fecha» y sintió que ha «crecido enormemente como artista visual e intérprete». Mike Nied de Idolator lo llamó «un asunto simple pero reflexivo» y agregó que Grande «ofrece un vistazo a su mente» en la trama. Escribiendo para E! News, Jamie Blynn comentó que, a diferencia de los videos musicales anteriores de la cantante de Thank U, Next, «In My Head» «quita la teatralidad elaborada y los bailarines de respaldo», ya que solo mostraba a Grande en una habitación blanca con una chaqueta acolchada y una falda, mono y botas.

## Posicionamiento en listas

### Listas semanales
| Listas (2019)                             | Mejor posición |
| ----------------------------------------- | -------------- |
| Australia (ARIA)                          | 36             |
| Canadá (Canadian Hot 100)                 | 34             |
| República Checa (Singles Digitál Top 100) | 94             |
| Países Bajos (Single Top 100)             | 68             |
| Grecia (IFPI)                             | 21             |
| Lituania (AGATA)                          | 33             |
| Portugal (AFP)                            | 48             |
| Escocia (The Official Charts Company)     | 75             |
| Eslovaquia (Singles Digitál Top 100)      | 48             |
| Heatseeker sueco (Sverigetopplistan)      | 1              |
| Reino Unido (UK Download Chart)           | 80             |
| Reino Unido (UK Streaming Chart)          | 20             |
| Estados Unidos (Billboard Hot 100)        | 38             |

### Listas de fin de año
| Lista (2019)   | Posición |
| -------------- | -------- |
| Portugal (AFP) | 1414     |

## Créditos y personal
Créditos adaptados de las notas del forro de Thank U, Next.
Ubicaciones
- Grabado en Conway Recording Studios en Los Ángeles, California; Estudios completos en Londres, Inglaterra y Jungle City Studios en la ciudad de Nueva York
- Mezclado en MixStar Studios en Virginia Beach, Virginia
- Masterizado en Sterling Sound Studios en la ciudad de Nueva York

Personal
- Voz principal - Ariana Grande
- Composición - Ariana Grande, Andrew Wansel, Nathan Perez, Brittany «Chi» Coney, Denisia Andrews, Lindel Deon Nelson, Jr., Jameel Roberts
- Producción - Pop Wansel, Happy Perez, NOVA Wav
- Programación - Pop Wansel, Happy Perez
- Mezcla - Serban Ghenea
- Asistente de mezcla - John Hanes
- Masterización - Randy Merrill
- Producción vocal - Ariana Grande
- Teclados - Pop Wansel, Happy Perez, Jproof
- Guitarras - Happy Perez